# Carlos Portinho
Carlos Francisco Portinho, également connu sous le nom de Portinho (né le 2 juillet 1973), est un homme politique et avocat brésilien. En 2018, il est élu premier suppléant de sénateur à Rio de Janeiro.

## Carrière politique
Portinho prend ses fonctions au Sénat le 3 novembre 2020 en tant que sénateur de Rio de Janeiro, en raison du décès d'Arolde de Oliveira (en), à l'âge de 83 ans, victime de la COVID-19.
Dans la fonction publique, Portinho a été secrétaire municipal au logement sous l'administration Eduardo Paes à Rio de Janeiro, secrétaire d'État à l'environnement dans l'administration Luiz Fernando Pezão et sous-secrétaire municipal au logement dans l'administration Marcelo Crivella.

## Autres fonctions occupées
Dans le secteur privé, en tant qu'avocat spécialisé en droit du sport, Portinho a été vice-président juridique de Flamengo.